# Салвіса (Кентуккі)
Салвіса (англ. Salvisa) — переписна місцевість (CDP) в США, в окрузі Мерсер штату Кентуккі. Населення — 410 осіб (2020).

## Географія
Салвіса розташована за координатами 37°55′32″ пн. ш. 84°51′47″ зх. д. / 37.92556° пн. ш. 84.86306° зх. д. (37.925519, -84.863194).  За даними Бюро перепису населення США в 2010 році переписна місцевість мала площу 4,78 км², з яких 4,77 км² — суходіл та 0,02 км² — водойми.

## Демографія
Згідно з переписом 2010 року, у переписній місцевості мешкало 420 осіб у 178 домогосподарствах у складі 117 родин. Густота населення становила 88 осіб/км².  Було 194 помешкання (41/км²).
Расовий склад населення:
| - 99,5 % — білих - 0,2 % — азіатів |

До двох чи більше рас належало 0,2 %. Частка іспаномовних становила 0,2 % від усіх жителів.
За віковим діапазоном населення розподілялося таким чином: 21,2 % — особи молодші 18 років, 63,6 % — особи у віці 18—64 років, 15,2 % — особи у віці 65 років та старші. Медіана віку мешканця становила 42,5 року. На 100 осіб жіночої статі у переписній місцевості припадало 88,3 чоловіків;  на 100 жінок у віці від 18 років та старших — 87,0 чоловіків також старших 18 років.
Середній дохід на одне домашнє господарство  становив 47 708 доларів США (медіана — 55 042), а середній дохід на одну сім'ю — 57 559 доларів (медіана — 57 292). За межею бідності перебувало 10,0 % осіб, у тому числі 10,5 % дітей у віці до 18 років та 0,0 % осіб у віці 65 років та старших.
Цивільне працевлаштоване населення становило 380 осіб. Основні галузі зайнятості: освіта, охорона здоров'я та соціальна допомога — 26,8 %, виробництво — 26,1 %, будівництво — 17,4 %.